# Тяньгун-3
Тяньгун-3 (кит. спр. 天宫三号, буквально «небесний палац-3») — третій китайський орбітальний модуль. Планувався як аналог попередніх модулів Тяньгун-1 і Тяньгун-2. Запуск було заплановано на 2015 рік, але згодом перенесений на 2022 рік. У квітні 2016 року було повідомлено, що запуск модуля скасовано задля економії коштів і часу для початку будівництва Китайської космічної станції.

## Технічні характеристики
Станція матиме модульну будову, подібно до радянської орбітальної станції «Мир». Станція складатиметься з основного модуля і двох експериментальних; її загальна маса становитиме 60 тонн (маса станції «Мир» становила 136 тонн, маса Міжнародної космічної станції становить 344 тонни). Очікується, що станція працюватиме на орбіті не менше 10 років.
Тяньгун-3 має такі параметри:
- Автономне проживання трьох космонавтів 40 діб
- Оцінка регенеративної технології підтримки життя і перевірка методів орбітального поповнення палива і повітря
- Основний модуль довжиною 18,1 метрів з максимальним діаметром 4,2 м, з чотирма стикувальними вузлами
- Два експериментально-дослідницькі модулі масою від 20 до 22 тон